# Deudorix isocrates
Deudorix isocrates is een vlinder uit de familie van de Lycaenidae. De wetenschappelijke naam van de soort is voor het eerst gepubliceerd in 1793 door Johan Christian Fabricius.

## Verspreiding
De soort komt voor in Nepal, India, Sri Lanka, Myanmar, Thailand, Laos en Vietnam.

## Waardplanten
De rups leeft op Randia dumetorum, Eriobotria japonica, Psidium guava, Tamarindus indica, Strychnos nux-vomica, Gardenia latifolia.